# Vesselina Kasarova
Vesselina Kasarova ou Vesselina Katsarova (Веселина Кацарова), née le 18 juillet 1965 à Stara Zagora, est une chanteuse d'opéra mezzo-soprano bulgare. Elle a été Marguerite dans La Damnation de Faust de Berlioz sous la direction de Sylvain Cambreling en 2006